# 湖底のまつり
『湖底のまつり』（こていのまつり）は、泡坂妻夫による日本の推理小説。『幻影城』1978年6・7月合併号 - 10月号にかけて連載された。

## 概要
本作は、1978年11月幻影城ノベルス、1980年4月角川文庫、1989年11月双葉文庫、1994年6月創元推理文庫より刊行された後、長らく絶版が続いていたが、2017年創元推理文庫より復刊された。本作について、連城三紀彦は「どんな小短編でも大ペテン師であり続ける氏が、大掛かりな詐術で描いた巨大な『騙し絵』なのである」、綾辻行人は「最高のミステリ作家が命を削って書き上げた最高の作品」と評している。

## あらすじ
9月の初め、田沢湖線を夏瀬で下車後バスを乗り継いで3時間の玉助温泉から、さらに山奥にある獅子吼狭（ししくきょう）を訪れた紀子は、急な川の増水で濁流に押し流されてしまう。そこへロープを投げ込んで救出してくれた埴田晃二に心を許した紀子は、その夜、彼の住む小屋で一夜を共にするが、翌朝目覚めると晃二の姿はなかった。晃二の後をたどって「おまけさん祭」で賑わう神社を訪れた紀子だが、そこにも晃二の姿はなく、さらに村人から晃二はひと月前に毒殺されたと聞かされる。
時をふた月前に遡り、母親を事故で亡くして土地を相続した晃二は、ダム建設工事の反対運動をうまく利して手に入れた念願のスポーツカー「セラピム」に乗って千字川のほとりを通りかかったところ、急な増水で濁流に押し流された藤舎緋紗江を救出する。緋紗江はダムの建設工事を請け負っていた建設会社の測量士補だった。その夜、晃二の小屋で一夜を共にし、愛を確かめ合った2人は、その後すぐに結婚する。それからひと月後、道端で具合悪そうにうずくまる若い女性をセラピムで拾った晃二は、自宅に彼女を連れていく。買い物に出かけていた緋紗江を迎えにいくために出かけた晃二が戻ると女性の姿はなく、「また逢いましょう N」との書き置きが残されていた。その後、事務所に出かけた緋紗江を再度迎えにいくために麦茶を飲んでからセラピムに乗った晃二だが、突然襲われた苦痛と動悸に水を求めて川に降り、そこで絶命する。
晃二殺害事件を担当する所轄署の刑事・館崎は、千字荘に泊ったまま姿を消した荻粧子という東京から来た若い女性にたどり着く。千字荘に残された彼女のノートには、「本当にPは千字村で結婚していた」「Pを殺し私も死ぬ」と記されていた。セラピムと晃二の家から粧子の指紋が検出され、彼女のものらしい白い靴がダムサイトの近くの川で発見された。東京では晃二が以前勤めていたガソリンスタンドで彼が「パンサー」と呼ばれていたことを突き止め、さらに粧子の自宅からもPとの出会いと愛の日々を克明に記した日記が見つかる。また、日記から「N」は演劇部で彼女が演じた『ヴェニスの商人』の「ネリサ」であることも分かった。このような状況から、晃二が「P」で、彼を殺した粧子が川に身を投げたものと思われたが、彼女の死体が見つからないことと、晃二の側には粧子の痕跡が皆無であることが捜査本部を悩ませていた。
そして11月初め、晃二の死からひと月後のおまけさん祭の前日に彼と一夜を共にした香島紀子という女性が現れる。当日のおまけさんは緋紗江が務め、館崎もそれを見に行っていたが、紀子の供述は筋道が通っており、とくに紀子のおまけさん祭に関する記憶は、館崎が驚くほど正確なものであった。晃二の幽霊が現れたとしか思えない出来事に、館崎は途方に暮れる。

## 主な登場人物
香島 紀子（かしま のりこ）
会社を辞めて千字村を訪れた女性。
埴田 晃二（はにだ こうじ）
千字村出身の若者。自動車好きで東京でガソリンスタンドの修理工として働いていた。あだ名は「パンサー」。
藤舎 緋紗江（とうしゃ ひさえ）
大学を卒業したばかりのダム工事の測量士補。
金海 芳男（かなみ よしお）
晃二の友人。
パーゾウ
千字村の住人。乞食。本名不明。
深沢 源吉（ふかざわ げんきち）
千字村の住人。ダム反対運動の指導者。
荻 粧子（おぎ しょうこ）
千字荘の投宿者。大学2年生。演劇部所属。
館崎（たてざき）
所轄署の刑事。